# Bela de Saint Omer
Bela de Saint Omer fue un caballero francés, descendiente de una familia de Fauquembergues que eran castellanos del castillo epónimo de Saint-Omer.
Su padre, Nicolás de Saint Omer, participó en la Cuarta Cruzada y recibió tierras en Beocia como recompensa. Después se casó con Margarita de Hungría, la viuda de Bonifacio de Montferrato, rey de Tesalónica (muerto en 1207). No está claro cuándo se celebró el matrimonio: los relatos tradicionales mencionan que Nicolás murió en 1212 o 1214, pero F. Van Tricht fecha el matrimonio después de 1217.
Bela, que fue nombrado así en honor de su abuelo materno, Bela III de Hungría, fue el hijo mayor de la pareja, y fue seguido por su hermano Guillermo. En 1240, Bela se casó con la hermana del señor de Atenas y Tebas, Guido I de la Roche. Como parte de su dote, recibió la mitad de Tebas como su dominio. Tuvieron tres hijos, Nicolás II de Saint Omer, que lo sucedió en Tebas, Otón de Saint Omer, y Juan de Saint Omer, que se convirtió en mariscal del Principado de Acaya.